# Walter Haynes
Walter Battison Haynes (1859 - 1900) fou un organista i compositor anglès.
Alumne avantatjat del Conservatori de Leipzig, adquirí gran renom com a executant i compositor. Les seves obres principals són: la cantat per a veus femenines Fairies Isle i A Sea Dream; un Idyll per a violí i orquestra, una Simfonia, una obertura de concert, un trio i una sonata de piano i violí. També va posar música per a orgue i la interessant col·lecció de melodies titulades Elizabeth Lyrics.